# Nămoloasa
Nămoloasa – wieś w Rumunii, w okręgu Gałacz, w gminie Nămoloasa. W 2011 roku liczyła 1065 mieszkańców.